# Hierbas Ibicencas
Der Kräuterlikör Hierbas Ibicencas (Katalanisch Herbes Eivissenques) ist ein alkohol- und anishaltiges Getränk mit Extrakten aus Aromen verschiedener Pflanzen und von unterschiedlicher Süße, der auf Ibiza hergestellt wird. Das naturreine Alkoholgetränk mit geographischer Angabe ist von bernsteingelber bis grünlicher Farbe.

## Geschichte
Die Hierbas Ibicencas werden seit mehr als 200 Jahren durch das Einlegen verschiedener Kräuter und Anis in einer alkoholhaltigen Wasserlösung hergestellt und sind so eines der typischen Produkte der Baleareninsel Ibiza. Diese Art Kräuterlikör ist auf den Balearen sehr beliebt (siehe auch Herbes de Mallorca) und wird in großen Mengen produziert und getrunken. Die meisten Familien stellen die Liköre kunstfertig zuhause selbst her, die jeweiligen Rezepte werden als Familiengeheimnisse gehütet.
Ende des 19. Jahrhunderts entstand kurioserweise auf Formentera die erste Verarbeitungsindustrie für alkoholhaltige Getränke der Pityusen. Viele Einwohner Formenteras waren gleichzeitig Fischer, Landwirte und Viehzüchter. Aber einer von ihnen hatte andere Ziele und setzte gegen 1880 mit seinem „Llaüt“-Boot mehrmals nach Barcelona über, um die Insel mit Erzeugnissen zu beliefern, an denen es dort mangelte. Dabei erhielt er auf dem Festland Kenntnis von den Geheimnissen des Destillierverfahrens und der Herstellung alkoholischer Getränke und gründete daraufhin auf der kleinsten Baleareninsel eine kleine, heute noch existierende Fabrik, deren Hauptsitz er einige Jahre später nach Ibiza verlegte.
Im Jahr 1997 wurde die Ursprungsbezeichnung „Hierbas Ibicencas“ genehmigt. Diese gibt die geographische Herkunft des Getränkes wieder.

## Herstellung
Die „Hierbas Ibicencas“ werden in den Bestimmungen zur Ursprungsbezeichnung als anishaltiges, alkoholisches Getränk beschrieben, das vornehmlich aus Extrakten der Aromen verschiedener Pflanzen dieser Insel wie Fenchel, Thymian, Rosmarin, Zitronenstrauch, Lavendel, Weinraute, Eucalyptus, Kamille, Wacholder mit Wacholderbeeren, Oregano, Minze, den Blättern und der Schale von Zitronen und Orangen und Salbei sowie weiteren Pflanzen, wie dem Stern- und dem grünen Anis (Matafaluga in katalanischer Sprache) hergestellt wird.
Die Aromen zur Herstellung der Hierbas Ibicencas werden nach folgenden Verfahren gewonnen:
- Destillation: 18 Stunden lang auf niedriger Gasflamme im Kupferkolben
- Eingelegte Kräuter: 15 Tage lang in einer Wasser-/Alkohollösung aus auf pflanzlicher Basis hergestelltem, 70%igen Äthylalkohol.
- Als Aufguss oder Tee: mit kochendem Wasser, anschließend abkühlen lassen

Das auf vorbeschriebene Weise gewonnene Produkt wird anschließend vermischt, um einen Likör zu erhalten, dessen Alkoholvolumen 24–38 % beträgt.
Der Herstellungsbereich für diesen Kräuterlikör konzentriert sich auf die Inseln Ibiza und Formentera.

## Sensorische Eigenschaften
Die Hierbas Ibicencas sind ein Zusammenspiel verschiedener Aromen und Geschmacksrichtungen, die den Anis bereichern. Die Fülle dieser Mischung verleiht dem Endprodukt Stärke und Ausgewogenheit. In manchen Likören dominiert eine bestimmte Geschmacksrichtung (Fenchel, Thymian und/oder Rosmarin), aber im Allgemeinen wird eine reichhaltige, ausgewogene Mischung aller Inhaltsstoffe vorgezogen.
Der Likör ist bernsteinfarben in unterschiedlichen Abstufungen.

## Chemische Eigenschaften
Die Hierbas Ibicencas haben folgende chemische Eigenschaften:
- Alkoholgehalt: zwischen 24 und 40 %.
- Zuckergehalt: max. 250 g/l.
- Dichte (bei 20 °C): unter 1,18 g/ml.
- Max. Methanolgehalt: 1 g/l.
- Maximaler Gehalt an Schwermetallen: 40 ppm (Bleigehalt)

## Kontrollsystem
Die Hersteller des Ibizenkischen Kräuterlikörs müssen im Ursprungsregister eingetragen sein, das vom Inselrat für Ibiza und Formentera verwaltet und kontrolliert wird, um den Zusatz „Hierbas Ibicencas“ auf dem Etikett führen zu dürfen.

## Produktionsdaten
Der Kräuterlikör Hierbas Ibicencas kann naturgemäß nur in jährlich schwankender Menge hergestellt werden. Zur Produktion sind derzeit (Stand: 2019) nur vier Hersteller als lizenziert eingetragen. Die Produktionsmenge wird jährlich vom Inselrat für Ibiza und Formentera überwacht. Ihren vorläufigen Höhepunkt erreichte sie 2018 mit einer Menge von 519.477 Litern. Im Jahr 2019 betrug die hergestellte Menge insgesamt 492.867 Liter.